# 尿道括约肌

尿道外括约肌包裹着尿道膜

尿道括约肌（英語：urethral sphincter）发源于坐耻支，另一端探入互相交错的肌纤维之中。它由两块肌肉构成，由陰部神經位于深层会阴部分所控制，依照神经指示来收缩尿道。
尿道括约肌可分为两部分：尿道内括约肌与尿道外括约肌。其中，尿道内括约肌位于膀胱内侧出口、尿道、膀胱接口处，是逼尿肌的延伸，由平滑肌构成，因此其运动即可为非自主也可自主。这是控制排尿的主要肌肉。

## 外部連接
- Anatomy figure: 41:06-04 at Human Anatomy Online, SUNY Downstate Medical Center - "Muscles of the female urogenital diaphragm (deep perineal pouch) and structures located inferior to it."